# Alcis macularia
Alcis macularia là một loài bướm đêm trong họ Geometridae.